# أندرو نورمان ويلسون
أندرو نورمان ويلسون (بالإنجليزية: Andrew Norman Wilson)‏ هو فنان أمريكي، ولد في 1983 في ماساتشوستس في الولايات المتحدة.